# Inmigración israelí en Argentina

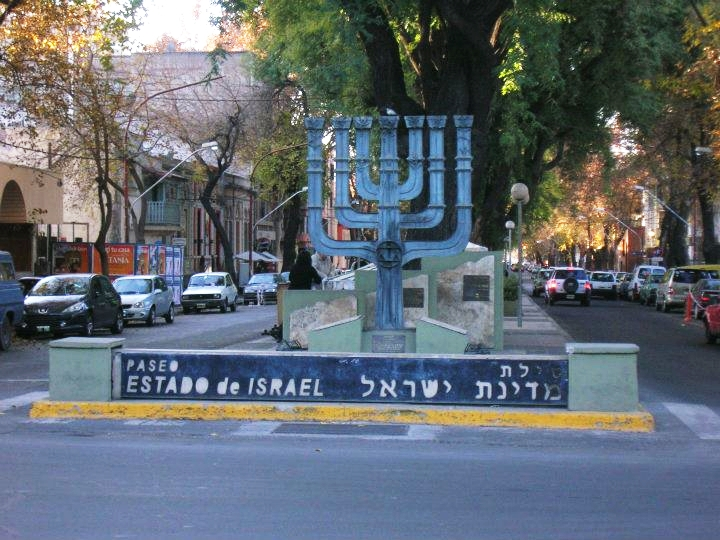
Paseo Estado de Israel (טיילת מדינת ישראל) en la Ciudad de Mendoza.

La inmigración israelí en Argentina es una corriente migratoria que ha ido en aumento, principalmente durante las primeras décadas del siglo XXI, con un notable auge a finales de la década de 2000.
Es preciso diferenciar la inmigración israelí de la inmigración judía, siendo la primera un fenómeno migratorio relativamente reciente, mientras que la segunda, ha tenido lugar en Argentina desde épocas coloniales. Al ser el Estado de Israel un país relativamente joven, la inmigración desde ese país no ha sido muy notable. Muchos israelíes que deciden afincarse en Argentina son judíos argentinos que han hecho aliá (emigrar hacia Israel) en años anteriores y deciden retornar a su país de nacimiento o de origen; o descendientes de éstos nacidos en Israel que deciden buscar oportunidades, entre otras cosas, en las tierras de sus padres.
El proceso de emigración por parte de los judíos que viven en la diáspora, es decir, aquellos judíos viviendo fuera de Israel, hacia dicho país, se lo conoce como aliá (en hebreo: עליה‎; ascenso), mientras que el proceso migratorio inverso a éste, es decir, aquellos judíos que emigran desde Israel hacia algún país de la diáspora se lo conoce como yeridá (en hebreo: ירידה‎; descenso).
Durante la primera parte de la década de 2000, debido a la crisis económica que recibió a la Argentina a comienzos de siglo, muchos judíos argentinos, gracias a la Ley de Retorno la cual concede la nacionalidad israelí a judíos de la diáspora, han optado por hacer aliá, aunque luego de unos años, al haber mermado la crisis económica en el país sudamericano, muchos han decidido retornar, asimismo, entre otras cosas por las que varios han decidido volver es el no haber podido adaptarse al estilo de vida israelí, y a otros temas como el conflicto árabe-israelí, o el elevado costo de vida, entre otras cosas.
En los últimos años se ha producido un aumento de jóvenes israelíes que, sintiéndose atraídos por Argentina para viajar, lo eligen para luego de prestar servicio en las Fuerzas de Defensa de Israel (FDI), el cual es obligatorio y tiene una duración de 3 años para los varones y de 2 para las mujeres, y, quienes al finalizar el servicio, gozan de un año de vacaciones. Entre los destinos más populares entre los israelíes para viajar hacia Argentina están la Ciudad de Buenos Aires y la Patagonia. Muchos de estos jóvenes israelíes tras varios meses de estadía en el país sudamericano, deciden quedarse a probar suerte.

## Israelíes notables en Argentina
- Effy Beth (1988-2014), artista y activista.
- Gilad Pereg (1982-2024), criminal.[2]
- Itai Hagman (1983), economista y político.
- Phillip Dominique Lockett (1988), baloncestista.